# Johann Rüth
Johann Rüth SSCC (* 8. September 1899 in Horhausen (Westerwald); † 17. Februar 1978 in Mechernich) war ein Apostolischer Vikar von Mittelnorwegen.

## Biographie
Johann Rüth trat der Ordensgemeinschaft der Arnsteiner Patres bei und empfing am 6. Juli 1924 die Priesterweihe. Papst Pius XII. ernannte am 4. Februar 1953 ihn zum Apostolischen Vikar von Mittelnorwegen und Titularbischof von Amudarsa.
Der Apostolische Vikar von Oslo, Jacob Mangers SM, spendete ihm am 12. April desselben Jahres die Bischofsweihe; Mitkonsekratoren waren Knut Ansgar Nelson OSB, Apostolischer Koadjutorvikar von Schweden, und Johannes Theodor Suhr OSB, Apostolischer Vikar von Dänemark.
Er nahm an allen Sitzungsperioden des Zweiten Vatikanischen Konzils teil. Paul VI. nahm am 25. März 1974 seinen altersbedingten Rücktritt an.